# Ваабс
Ваабс (нім. Waabs) — громада в Німеччині, розташована в землі Шлезвіг-Гольштейн. Входить до складу району Рендсбург-Екернферде. Складова частина об'єднання громад Шляй-Остзее.
Площа — 33,27 км2. Населення становить 1424 ос. (станом на 31 грудня 2020).

## Галерея

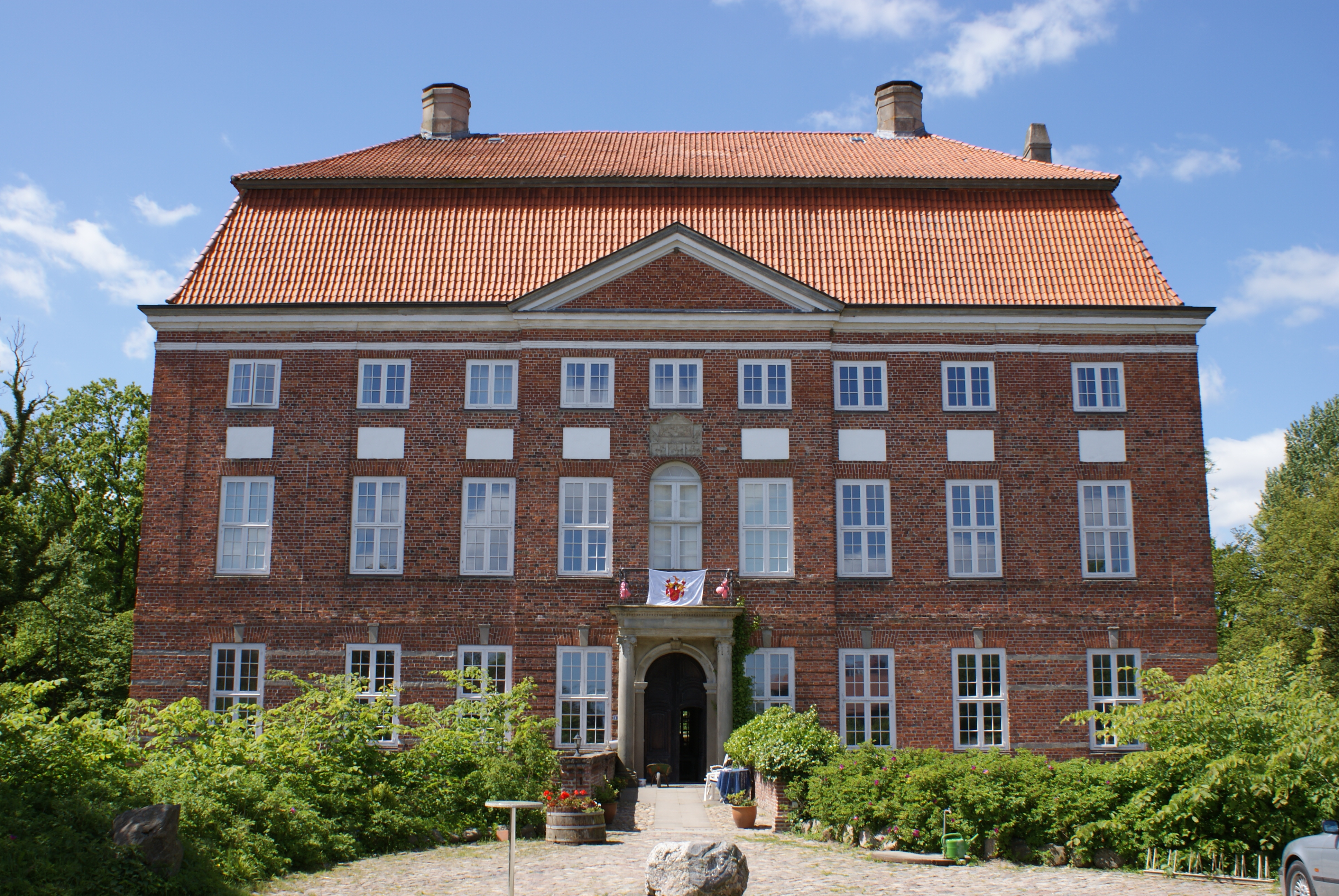
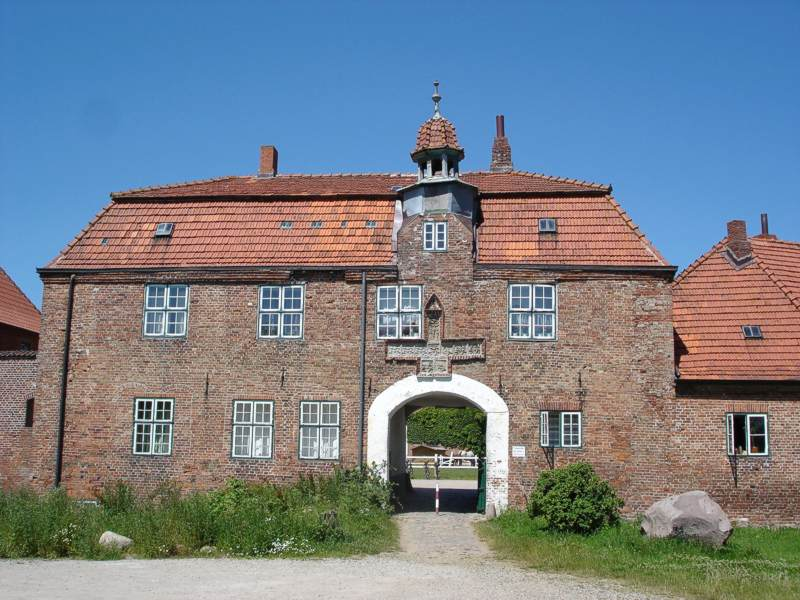